# Peter Gretton

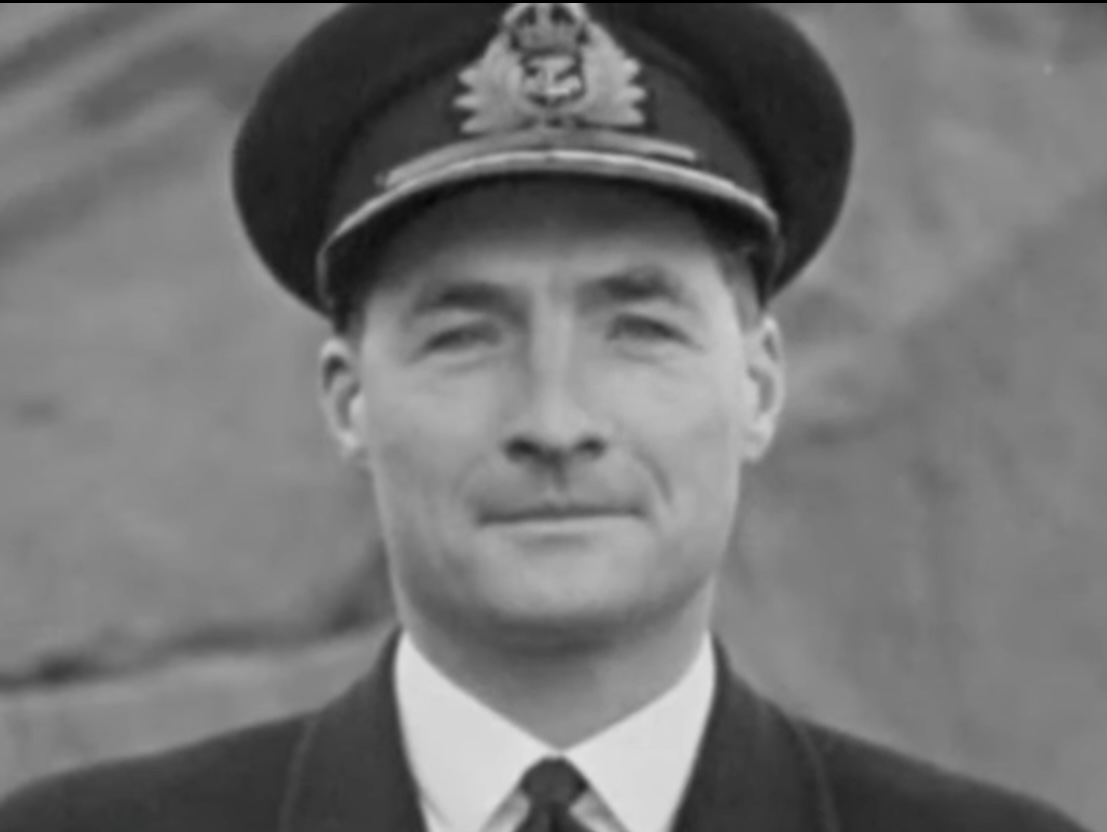
Peter Gretton

Sir Peter William Gretton (* 27. August 1912 in Farnham, Surrey; † 11. November 1992 in Oxford) war ein Offizier der Royal Navy, der am Zweiten Weltkrieg teilnahm und im Jahr 1962 stellvertretender Stabschef der Marine und Fünfter Seelord in der Admiralität (Deputy Chief of Naval Staff und Fifth Sea Lord) wurde.

## Leben
Gretton wurde als Sohn des Majors George Foster Gretton († 1950) am 27. August 1912 in Farnham, Grafschaft Surrey, geboren.
Er heiratete am 29. Mai 1943 den WRNS Offizier Dorothy Nancy G. (genannt Judy) Du Vivier (* 17. April 1920; † 5. Oktober 2007), deren Familie aus Belgien stammte. Das Ehepaar hatte drei Söhne (darunter Vizeadmiral Michael P. Gretton) und eine Tochter.
Die Familie lebte bis zum Jahr 1943 in Farnham, zog dann bis 1964 nach Wimbledon und schließlich nach Oxford.
Gretton besuchte die Roper’s Preparatory School, besuchte von 1926 bis 1929 das Britannia Royal Naval College in Dartmouth und trat Anfang 1930 als Fähnrich in die Marine ein.
Nach seiner gesundheitsbedingten Pensionierung im Alter von 51 Jahren 1963 war er von 1965 bis 1971 Quästor (Bursar) des University College und Wissenschaftler („Senior Research Fellow“) in Oxford. Von 1971 bis 1979 bekleidete er das Amt des Vizepräsidenten der Royal Humane Society. Er veröffentlichte als Autor Bücher zur Marinegeschichte.
Gretton starb am 11. November 1992 in Oxford.

## Militärische Laufbahn
In den Jahren 1930 bis 1933 absolvierte Gretton seine Fähnrichszeit an Bord des Schlachtkreuzers Renown (Mittelmeer-und Atlantik-Flotte) sowie des Kreuzers Dragon (amerikanische und karibische Station). Im Sommer 1934 nahm er als Leutnant an einer Reise der königlichen Yacht Victoria and Albert teil.
Nach kurzer Zeit auf dem Flugzeugträger Courageous fuhr er als Oberleutnant zur See von November 1934 bis Februar 1936 auf dem im Mittelmeer eingesetzten Kreuzer Durban und erlebte dort die Krise, die zum Abessinienkrieg führte und die Entwicklung hin zum spanischen Bürgerkrieg. Während des Arabischen Aufstands in Palästina führte er eine Landungsabteilung in Haifa. Es folgten Landverwendungen in der Ausbildung für Nachwuchspersonal Saint Budeaux/Devonport und bis Kriegsausbruch als Hörsaalleiter am Britannia Royal Naval College Dartmouth.
In den ersten Monaten des Zweiten Weltkriegs war Gretton als First Lieutenant (1. Wachoffizier) auf den Zerstörern Vega und Cossack, auf dem er die Schlacht um Narvik erlebte, eingesetzt. Im Januar 1941 erhielt er das Kommando über den alten Zerstörer Sabre im Nordatlantik und im März 1943 übernahm er den ebenfalls recht betagten Zerstörer Wolverine, mit dem er in das Mittelmeer zurückkehrte und in dem Konvoi-Gefecht bei Malta, Operation Pedestal, eingesetzt wurde. Er versenkte das italienische U-Boot Dagabur durch Rammstoß. Zum Fregattenkapitän befördert wurde er Kommandant des Zerstörers Duncan und führte eine in Derry stationierte Geleitgruppe (Escort Group B7). Im Rahmen kurzer Zwischenverwendungen war er 1943 und 1944 Kommandant des Zerstörers Vidette und der Fregatte Chelmer, bevor er von Mai bis August 1944 im Stab der Admiralität die Dienstanweisung für den Konvoidienst (Admiralty Convoy Instructions) abfasste.
Das Ende des Zweiten Weltkriegs erlebte Gretton im Planungsstab der Stabschefs, angesiedelt im Cabinet Office, London, wo er von September 1944 bis Juni 1946 tätig war. Es schloss sich die Verwendung als stellvertretender Kommandeur des Stützpunkts Devonport an. Zum Kapitän zur See befördert ging Gretton nach Teilnahme am Admiralstabslehrgang im August 1949 nach Washington, D.C., wo er für zehn Monate eine Tätigkeit im britischen Marineverbindungsstab übernahm.
Gretton wurde im September 1950 Assistent des First Sea Lord und nach einem kurzen Intermezzo als Kommandant des Kreuzers HMS Gambia Chef des Stabes bei dem Admiral der Mission der britischen Streitkräfte in Washington, D.C. Auch hier verblieb er nur für wenig mehr als ein Jahr, um ab Januar 1956 für ein Jahr im Rang eines Kommodore die Task Group zu kommandieren, die bei den britischen Atomwaffentests bei den Christmas Inseln (Operation Grapple) eingesetzt wurde. Im Jahr 1957 war Gretton Aide-de-camp (Marine) bei Königin Elisabeth II. 1958 wurde er im Rang eines Konteradmirals als ranghöchster Marineoffizier im Leitungsstab des Imperial Defence College in London eingesetzt.
Gretton übernahm am 29. August 1960 bis Ende 1961 die Aufgabe des Flag Officer Sea Training in Portland. Als Vizeadmiral wurde er im Januar 1962 Fünfter Seelord in der Admiralität (Deputy Chief of Naval Staff und Fifth Sea Lord). Aus gesundheitlichen Gründen ging er 1963 in den Ruhestand.
| Dienstgrad                             | Datum             |
| Seekadett (Cadet)                      | 1. Januar 1930    |
| Fähnrich zur See (Midshipman)          | 1. September 1930 |
| Leutnant zur See (Sub-Lieutenant)      | 1. Januar 1933    |
| Oberleutnant zur See (Lieutenant)      | 1. Juni 1934      |
| Kapitänleutnant (Lieutenant Commander) | 1. Juni 1942      |
| Fregattenkapitän (Commander)           | 31. Dezember 1942 |
| Kapitän zur See (Captain, R.N.)        | 30. Juni 1948     |
| Konteradmiral (Rear Admiral)           | 7. Juli 1958      |
| Vizeadmiral (Vice Admiral)             | 10. März 1961     |

## Veröffentlichungen
- Sir Peter Gretton: Convoy Escort Commander. Corgi, 1964, ISBN 978-0-552-08703-2.
- Sir Peter Gretton: Maritime Strategy: Study of British Defence Problems. Cassell, 1965, ISBN 978-0-304-92381-6.
- Sir Peter Gretton: FORMER NAVAL PERSON Winston Churchill and the Royal Navy. Cassell, 1968, ISBN 978-0-304-93160-6.
- Sir Peter Gretton: Crisis convoy: The story of HX231. Hrsg.: Peter Davies. 1974, ISBN 978-0-87021-925-2. (deutsch: Atlantik 1943[7])

## Auszeichnungen
Die wichtigsten Auszeichnungen waren neben einer größeren Anzahl anderer Orden und Ehrenzeichen:
- Knight Commander des Order of the Bath (1963)
- Officer des Order of the British Empire (1941)
- Distinguished Service Cross (1936)